# Stefania de Milly
Stefania de Milly (anche Stephanie, Etienette o Etiennette; ... – 1197 circa) fu Dama d'Oltregiordano ed una influente personalità nel Regno di Gerusalemme.

## Biografia
Era la figlia minore di Filippo de Milly, Signore di Nablus e di Isabella d'Oltregiordano, che a sua volta era figlia ed erede di Maurice, signore d'Oltregiordano. 

### Matrimoni e discendenza
I suoi tre mariti divennero, jure uxoris, signori d'Oltregiordano: 
- Il suo primo matrimonio, nel 1163, fu con Umfredo III di Toron, che morì nel 1173; da questa unione nacquero un figlio ed una figlia:
  - Umfredo IV di Toron e
  - Isabella, che andò in sposa a Ruben III d'Armenia.

- Il suo secondo marito fu Milo di Plancy, che morì assassinato nel 1174 dopo un anno di matrimonio e da cui non ebbe figli.

- Nel 1175 sposò Rinaldo di Châtillon, l'ex principe consorte d'Antiochia, che era stato da poco rilasciato dopo diciassette anni di prigionia in Aleppo, divenuto signore d'Oltregiordano attraverso il matrimonio con Stefania, Rinaldo usò questa posizione per rendere insicure le rotte delle carovane e dei pellegrini musulmani; da questo matrimonio Stefania ebbe un altro figlio ed un'altra figlia: 
  - Rinaldo, che morì giovane, e
  - Alice (1181-1235), che sposò Azzo VI d'Este.

### Il matrimonio del figlio Umfredo
Secondo Guglielmo di Tiro nel 1180 la principessa Isabella di Gerusalemme, che aveva appena otto anni, fu promessa in sposa al figlio di Stefania, Umfredo, dal suo fratellastro il re Baldovino IV, in pagamento di un debito d'onore contratto quando il nonno di Umfredo, Umfredo II, era stato ferito mortalmente a Baniyas per salvare la vita al sovrano.
Nel 1183, quando lo sposo aveva circa sedici o diciassette anni e la sposa undici, le nozze furono celebrate nella fortezza di Kerak. 
La notte stessa del matrimonio reale Kerak fu posta sotto assedio dalle truppe del Saladino per reazione alle minacce di Rinaldo verso la Mecca. 
Secondo la cronaca di Ernoul, Stefania inviò al sovrano musulmano dei messaggeri per informarlo delle nozze appena celebrate e ricordargli l'amicizia che li avevano legati molti anni prima, quando egli era stato prigioniero in Kerak. 
(Ernoul, Cronaca di Ernoul)
Probabilmente questo è un racconto di fantasia o la deformazione di un diverso evento, poiché non è altrimenti noto che Saladino sia mai stato tenuto in schiavitù o in ostaggio a Kerak.
Egli continuò comunque ad assediare il resto della fortezza fino all'intervento del re Baldovino IV, poco tempo dopo.
Il matrimonio aveva probabilmente anche un obiettivo politico:
Baldovino aveva organizzato il matrimonio per sottrarre la fanciulla all'influenza della famiglia del suo patrigno, gli Ibelin.
A quanto pare tale obiettivo fu raggiunto: Stefania e Rinaldo di Châtillon riuscirono a restringere sempre più i contatti di Isabella con la madre Maria e il patrigno Baliano.
La "Continuazione in francese antico di Guglielmo di Tiro" afferma che Stefania odiava la madre di Isabella, Maria Comnena e le impedì di avere contatti con la figlia.

### La caduta della signoria e la morte
Rinaldo continuò a perseguitare le strade dei pellegrini e delle carovane, nel 1183 tentò addirittura di attaccare la Mecca, provocando l'invasione del Regno da parte di Saladino nel 1187. Rinaldo fu catturato ed ucciso alla conseguente Battaglia di Hattin, nella quale Umfredo IV fu fatto prigioniero. Saladino accettò di restituire Umfredo a Stefania in cambio delle fortezze di Kerak e Montreal, ma i castelli rifiutarono di arrendersi e Stefania, lealmente, inviò il figlio a tornare in cattività sotto Saladino, ma questi si impietosì e lo rilasciò comunque.
Il principato d'Oltregiordano con i suoi castelli furono conquistati da Saladino nel giro di pochi anni dopo Hattin e trovandosi così lontano dalla costa del Mediterraneo dov'erano le restanti piazzeforti crociate, rimase in mano ai musulmani. Poiché sembra che suo figlio Umfredo sia morto prima di lei, la sua erede (come pure erede di Toron) fu sua figlia Isabella.

## Cugina omonima
Stefania de Milly aveva una cugina di primo grado omonima, figlia di Enrico Bibalus de Milly (o di Nablus), signore di Petra d'Arabia, e di Agnese de Grenier, figlia di Eustachio de Grenier, conte di Sidone e signore di Cesarea.
Il suo primo marito fu Guglielmo Dorel, Signore di Botron, al quale diede una figlia, Cecilia.
Rimasta vedova si risposò con Ugo III Embriaco, Signore di Gibelletto, attorno al 1179; 
Stefania ed Ugo ebbero una figlia, Plaisance Embriaco, che sposò Boemondo IV d'Antiochia, ed un figlio, Guido I Embriaco, Signore di Gibelletto.
Ugo morì nel 1196. 
Nel 1197 questa seconda Stefania accompagnò un esercito ad assediare Gibelletto, che era stata conquistata dai musulmani, e riuscì a farlo entrare in città corrompendo una guardia.
Sembra che lei sia morta subito dopo.